# Parlamentswahl in Israel 2009
- Balad: 3
- Chadasch: 4
- Ra'am: 4
- Meretz: 3
- Zionistische Union: 13
- Kadima: 28
- Likud: 27
- JB: 15
- HaBajit haJehudi: 3
- Schas: 11
- VTJ: 5
- NU: 4

Die israelische Parlamentswahl 2009 fand am 10. Februar 2009 und damit ein Jahr vor dem regulären Ablauf der Legislaturperiode statt. Der Wahlkampf wurde unter anderem durch eine israelische Militäroffensive im Gazastreifen namens Operation Gegossenes Blei geprägt, die drei Wochen vor dem Wahltag mit einer Waffenruhe beendet wurde.

## Ausgangssituation

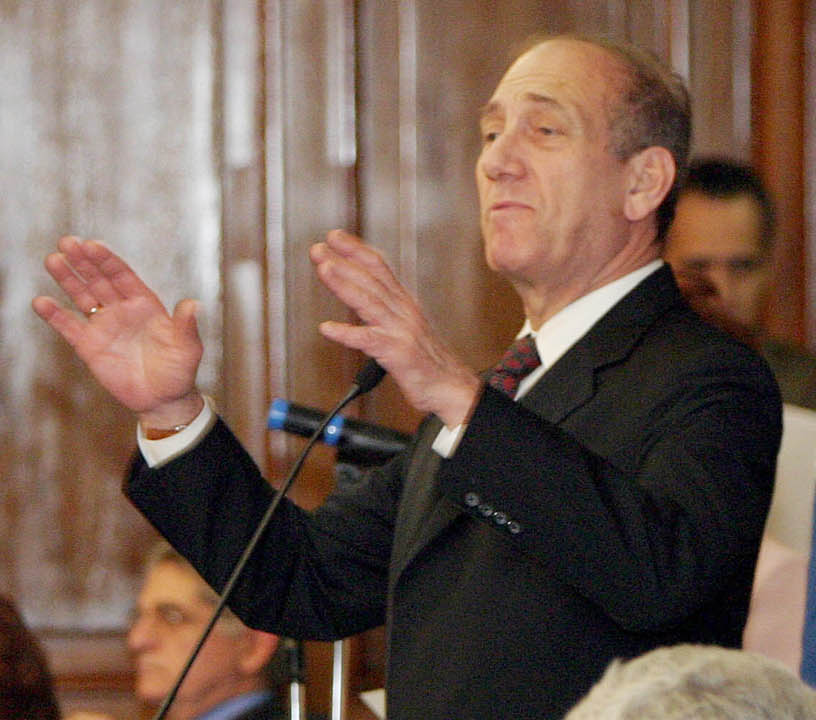
Ehud Olmert

Nachdem die Wahl zur Knesset 2006 keinen klaren Wahlsieger hervorgebracht hatten, einigten sich die beiden stärksten Parteien, die liberale Kadima und die israelische Arbeitspartei Awoda, auf die Bildung einer Koalition unter Beteiligung der kleineren Parteien Schas und Gil. Ministerpräsident blieb Ehud Olmert, der wenige Monate zuvor das Amt vom erkrankten Ariel Scharon übernommen hatte. Nach dem Ende des Libanonkrieges im September 2006 wurde die nationalistische Einwandererpartei Jisra’el Beitenu als fünfte Partei in die Koalition aufgenommen.
Während Olmerts Regierungszeit wurden schwere Korruptionsvorwürfe gegen den Ministerpräsidenten erhoben. Im Sommer 2008 wurde Olmert von den Koalitionspartnern zum Rücktritt gedrängt. Er kündigte daraufhin an, auf den Vorsitz der Kadima zu verzichten. Am 17. September 2008 wurde Außenministerin Tzipi Livni zur neuen Vorsitzenden der Kadima gewählt, vier Tage später erklärte Olmert seinen Rücktritt als Ministerpräsident.
Versuche Livnis, die Koalitionsregierung als neue Ministerpräsidentin fortzusetzen, scheiterten am Widerstand der ultra-orthodoxen Schas-Partei, weshalb Staatspräsident Schimon Peres im Oktober 2008 Neuwahlen ausrief. Die Neuwahl der Knesset musste gemäß Wahlgesetz innerhalb von 90 Tagen stattfinden. Ehud Olmert blieb geschäftsführend im Amt.

## Wahlkampf
Zur Wahl des 18. Knesset traten insgesamt 33 Parteien und Listen an. Rund 4,8 Millionen Wahlberechtigte waren zur Stimmabgabe aufgerufen, die Parlamentssitze werden nach dem Verhältniswahlsystem verteilt. Da in Israel eine Sperrklausel von nur zwei Prozent gilt, war wie stets mit dem Einzug zahlreicher Parteien in die Knesset zu rechnen.
Nach der gescheiterten Regierungsbildung von Tzipi Livni wurde ein Rechtsruck zugunsten des Likud von Oppositionsführer Benjamin Netanjahu erwartet. Netanjahu, der den bisherigen Friedensprozess mit den Palästinensern und den arabischen Nachbarstaaten nicht fortsetzen wollte, profitierte von der Eskalation des Konfliktes im Gazastreifen, nachdem Ende Dezember 2008 die israelische Armee mit einer Militäraktion (Operation Gegossenes Blei) auf den anhaltenden Raketenbeschuss durch die Hamas reagiert hatte. Auch für die nationalistische Jisra’el Beitenu (Israel – unser Zuhause) von Avigdor Lieberman wurden Stimmenzuwächse erwartet. Umfragen stellten ihr in Aussicht, die Arbeitspartei von Verteidigungsminister Ehud Barak als drittstärkste Partei abzulösen.
Netanjahu galt nach den Umfragen im Januar 2009 noch als der sichere Wahlsieger, doch sein Vorsprung schrumpfte in den letzten Tagen vor der Wahl, so dass der mögliche Wahlausgang zuletzt unklar war.

## Spitzenkandidaten der größten Parteien

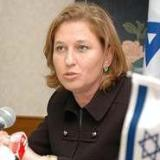
Tzipi Livni, Kadima
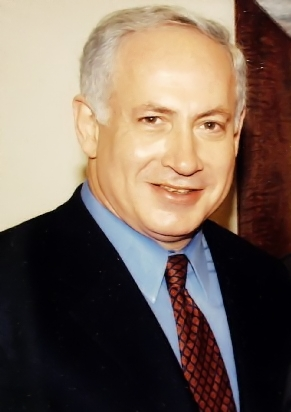
Benjamin Netanjahu, Likud
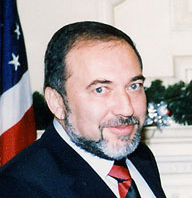
Awigdor Lieberman, Jisra'el Beitenu
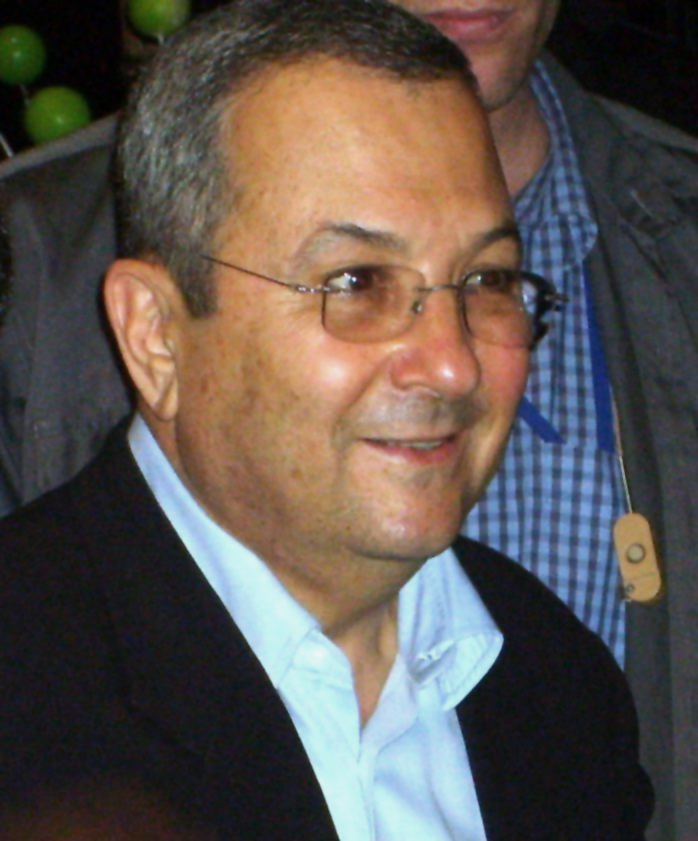
Ehud Barak, Awoda

## Amtliches Endergebnis

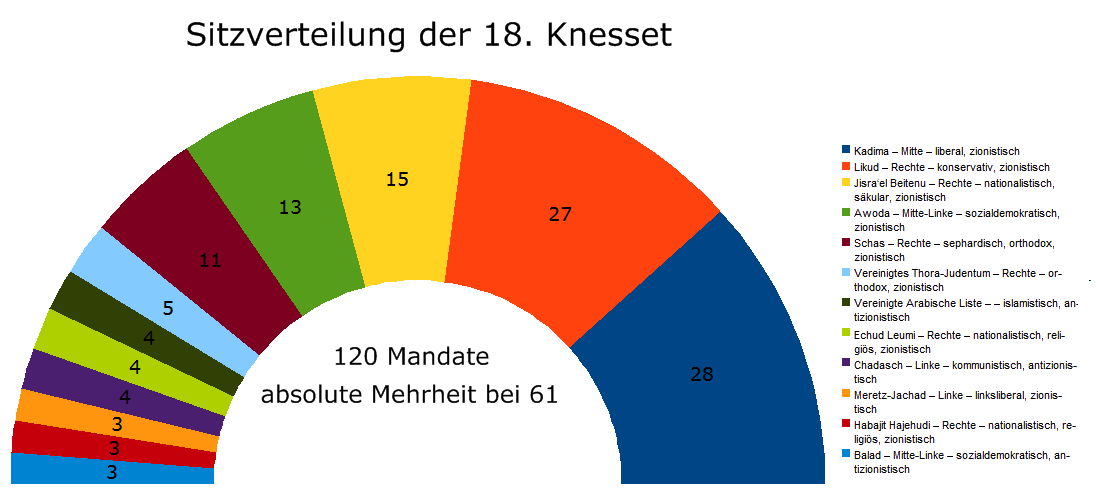
Die 18. Knesset besteht aus 120 Abgeordneten.

Nach dem Stand vom 18. Februar 2009:

| Partei                        | Stimmen 2009 | Stimmenanteil 2009 in % | Sitze 2009 | Stimmen 2006 | Stimmenanteil 2006 in % | Sitze 2006 |
| ----------------------------- | ------------ | ----------------------- | ---------- | ------------ | ----------------------- | ---------- |
| Kadima                        | 758.032      | 22,47                   | 28         | 690.901      | 22,02                   | 29         |
| Likud                         | 729.054      | 21,61                   | 27         | 281.996      | 8,99                    | 12         |
| Jisra’el Beitenu              | 394.577      | 11,70                   | 15         | 281.880      | 8,99                    | 11         |
| Awoda                         | 334.900      | 9,93                    | 13         | 472.366      | 15,06                   | 19         |
| Schas                         | 286.300      | 8,49                    | 11         | 299.054      | 9,53                    | 12         |
| Vereinigtes Thora-Judentum    | 147.954      | 4,39                    | 5          | 147.091      | 4,69                    | 6          |
| Vereinigte Arabische Liste    | 113.954      | 3,38                    | 4          | 94.786       | 3,02                    | 4          |
| Nationale Union (Echud Leumi) | 112.570      | 3,34                    | 4          | 224.083      | 7,14                    | 9          |
| Chadasch                      | 112.130      | 3,32                    | 4          | 86.092       | 2,74                    | 3          |
| Meretz-Jachad                 | 99.611       | 2,95                    | 3          | 118.302      | 3,77                    | 5          |
| Habajit Hajehudi              | 96.765       | 2,87                    | 3          | 0 (1)        | 0                       | 0          |
| Balad                         | 83.739       | 2,48                    | 3          | 72.066       | 2,30                    | 3          |
| Gil                           | 17.571       | 0,52                    | 0          | 185.759      | 5,92                    | 7          |
| Sonstige (2009 ohne Gil)      | 103.904      | 3,08                    | 0          | 182.688      | 5,82                    | 0          |
| Gültige Stimmen               | 3.373.490    | 100                     | -          | 3.137.064    | 100                     | -          |

| Wahljahr | Wahlberechtigte | Wahlbeteiligung | Abgegebene Stimmen | Ungültige Stimmen | Gültige Stimmen |
| -------- | --------------- | --------------- | ------------------ | ----------------- | --------------- |
| 2009     | 5.278.985       | 64,72 %         | 3.416.587          | 43.097            | 3.373.490       |
| 2006     | 5.014.622       | 63,54 %         | 3.186.739          | 49.675            | 3.137.064       |

## Regierungsbildung
Nach dem knappen Wahlausgang erklärten sich sowohl Außenministerin Livni von der Kadima als auch Oppositionsführer Netanjahu zu Siegern. Zwar wurde die Kadima mit einem Sitz Vorsprung stärkste Partei vor dem Likud, doch besaßen die rechtsgerichteten Parteien dank der Stimmenzuwächse für Liebermans Jisra’el Beitenu mit 65 von 120 Sitzen eine Mehrheit in der Knesset.
Dessen ungeachtet bot Kadima dem Likud die Bildung einer Regierung der nationalen Einheit an, bestand aber, ähnlich wie bereits 1984, als Jitzchak Schamir und Schimon Peres eine Große Koalition bildeten, mindestens auf einer Rotation des Amts des Ministerpräsidenten. Eine Mitwirkung als Juniorpartner unter Netanjahu schloss Tzipi Livni dagegen aus.
Nachdem sich Awigdor Lieberman für eine Koalition mit dem Likud ausgesprochen hatte, wurde Netanjahu von Staatspräsident Peres am 20. Februar 2009 offiziell mit der Regierungsbildung beauftragt. Trotz der sicheren Mehrheit der rechten Parteien verhandelte Netanjahu auch mit Kadima und Awoda.
Netanjahu und Lieberman einigten sich erwartungsgemäß schnell auf eine Zusammenarbeit, als zweiter Koalitionspartner konnte die Schas gewonnen werden. Am 24. März 2009 einigten sich Netanjahu und Ehud Barak auf eine Koalition. Der Vorsitzende der Arbeitspartei Awoda sollte nach der Vereinbarung Verteidigungsminister bleiben; außerdem rang er Netanjahu die Zusage ab, an den bestehenden internationalen Verträgen festzuhalten und die Bildung eines unabhängigen Palästinenserstaates voranzutreiben. Die Beteiligung der Awoda an der Regierung Netanjahu löste Kritik sowohl im Likud als auch in der Arbeitspartei aus. Nach heftigen Diskussionen stimmte aber die Awoda auf einem Sonderparteitag der Koalition zu. Am 25. März 2009 schloss Netanjahu die Regierungsbildung mit einer Koalitionsvereinbarung mit der nationalreligiösen Partei HaBajit haJehudi (Jüdische Heimat) ab. Die Sechserkoalition verfügt über 69 der 120 Mandate in der Knesset. Netanjahu wurde am 31. März 2009 als neuer Premierminister vereidigt.